# George Sylvester Viereck
George Sylvester Viereck (ur. 31 grudnia 1884 w Monachium, zm. 18 marca 1962 w Holyoke) – amerykański agent nazistowski niemieckiego pochodzenia, poeta, pisarz i niemiecki propagandysta.

## Życiorys

### Wczesne życie
Ojciec Sylwestra, Louis Viereck, urodził się w Berlinie w 1851 roku jako syn niezamężnej aktorki Edwiny Viereck. Krążyły pogłoski, że Ludwik był synem cesarza Wilhelma I, ale zamiast tego Louis został uznany za syna przez Ludwika von Prillwitza, syna księcia Augusta Hohenzollerna. W 1870 roku Louis wstąpił do Partii Socjalistycznej i osiem lat później został wygnany z Berlina na mocy ustaw antysocjalistycznych Ottona von Bismarcka. W 1881 został redaktorem socjalistycznego periodyku w Monachium. W 1884 został wybrany do Reichstagu, a w 1886 został uwięziony za udział w zebraniach Partii Socjalistycznej. Po wyjściu z więzienia opuścił partię.
Matka Sylwestra, Laura Viereck, urodziła się w San Francisco jako córka Williama Vierecka, młodszego brata Edwiny Viereck. William był nieudanym rewolucjonistą, który uciekł z Niemiec i prowadził niemiecki teatr w San Francisco. Po śmierci Williama w 1865 roku jego żona wróciła z dziećmi do Niemiec. W 1881 roku Laura poślubiła swojego pierwszego kuzyna Louisa. Za jej namową Louis wyemigrował do Stanów Zjednoczonych w 1896. Kilka miesięcy później Laura wraz z Sylwestrem dołączyli do niego. Louis przyjął obywatelstwo amerykańskie w 1901, po czym wrócił do Niemiec w 1911.
George Sylvester Viereck urodził się w Monachium 31 grudnia 1884 . Zaczął pisać wiersze, gdy miał jedenaście lat. Jako inspiracje podawał postacie Jezusa, Napoleona i Oscara Wilde. Jeszcze na studiach w 1904 z pomocą krytyka literackiego Ludwiga Lewisohna opublikował swój pierwszy zbiór wierszy. Ukończył College of the City of New York w 1906. Jego zbiór Nineveh and Other Poems wydany w 1907 cieszył się popularnością w Stanach Zjednoczonych. Wiele z nich zostało napisanych w stylu ówczesnej męskiej poezji miłosnej Uranian. „The Saturday Evening Post” nazwał Vierecka „najczęściej dyskutowanym młodym pisarzem w Stanach Zjednoczonych”.
W latach 1907–1912 Viereck stał się germanofilem. W 1908 roku opublikował bestsellerową książkę Confessions of a Barbarian. Viereck wykładał poezję amerykańską w 1911 na Uniwersytecie w Berlinie. Za swoje poparcie dla Niemiec i pacyfizmu Viereck został wydalony z kilku klubów społecznych i organizacji braterskich oraz pokłócił się z bliską przyjaciółką, poetką Blanche Shoemaker Wagstaff.
Podczas I wojny światowej redagował sponsorowany przez rząd niemiecki tygodnik „The Fatherland” o deklarowanym nakładzie 80 tys. egzemplarzy. W sierpniu 1918 tłum linczowników wdarł się do domu Vierecka w Mount Vernon, zmuszając go do szukania schronienia w nowojorskim hotelu. Krótko po I wojnie światowej w 1919 został wyrzucony z Poetry Society of America.

### Sukces międzynarodowy
W 1923 Viereck opublikował książkę popularnonaukową zatytułowaną Odmłodzenie: Jak Steinach sprawia, że ludzie stają się młodzi (w oryginale Rejuvenation: How Steinach Makes People Young). Książka przykuła uwagę Zygmunta Freuda, który napisał do Vierecka, pytając, czy napisałby podobną książkę o psychoanalizie. Viereck udał się do Wiednia, aby przeprowadzić wywiad z Freudem, a następnie do Monachium, żeby przeprowadzić wywiad z Adolfem Hitlerem. W połowie lat dwudziestych Viereck odbył kilka dodatkowych podróży po Europie, przeprowadzając wywiady z marszałkiem Fochem, Georgesem Clemenceau, George’em Bernardem Shawem, Oswaldem Spenglerem, Benito Mussolinim, królową Belgów Elżbietą, Henrym Fordem, Albertem Mollem, Magnusem Hirschfeldem i Albertem Einsteinem. Viereck zaprzyjaźnił się z Nikolą Teslą. Tesla od czasu do czasu brał udział w przyjęciach organizowanych przez Vierecka i jego żonę. Tesla zadedykował wiersz Fragments of Olympian Gossip (Fragmenty plotek olimpijskich) Viereckowi, w którym wyśmiewał ówczesny establishment naukowy.

### Poparcie dla Hitlera
Viereck założył dwa magazyny, „The International” (gdzie znany poeta i okultysta Aleister Crowley był przez pewien czas współredaktorem) oraz „The Fatherland”, które opowiadały się za stroną Niemiec podczas I wojny światowej. Viereck stał się znanym zwolennikiem nazizmu. W 1933 roku ponownie spotkał się z Hitlerem, już przywódcą Niemiec, w Berlinie, a w 1934 roku wygłosił przemówienie do dwudziestu tysięcy „Przyjaciół Nowych Niemiec” w nowojorskim Madison Square Garden. Podczas tego przemówienia porównał Hitlera do Franklina D. Roosevelta i powiedział swoim słuchaczom, aby sympatyzowali z nazizmem, nie będąc antysemitami. Jego byli żydowscy znajomi nadali mu przydomek „George Swastyka Viereck”. Pomimo tego nadal promował nazizm.
W 1940 roku Viereck uruchomił program, w ramach którego płacił członkom Kongresu za wygłaszanie propagandy rządu Hitlera – dosłownie dostawał ją od ambasady niemieckiej – w Kongresie Stanów Zjednoczonych w przemówieniach. Korzystał dzięki temu z przywilejów biur senatorskich do frankowania tysięcy, a w niektórych przypadkach milionów przedruków nazistowskiej propagandy. W ten sposób na koszt podatników propaganda nazistowska docierała do drzwi obywateli Stanów Zjednoczonych. Głównymi członkami Kongresu współpracującymi z Viereckiem w tym planie byli Ernest Lundeen, Hamilton Fish III i Jacob Thorkelson.
W 1941 roku Viereck został oskarżony w Stanach Zjednoczonych o naruszenie ustawy o rejestracji agentów zagranicznych, kiedy założył swoje wydawnictwo Flanders Hall w Scotch Plains. Został skazany w 1942 roku za to, że nie zarejestrował się w Departamencie Stanu USA jako nazistowski agent. Po nieudanych apelacjach sięgających aż Sądu Najwyższego został wysłany do więzienia 31 lipca 1943 na 5 lat. W więzieniu spędził 3 lata i 10 miesięcy, po czym 17 maja 1947 został zwolniony na tej podstawie, że nie był zmuszony do zgłaszania swojej działalności propagandowej „z wyjątkiem bycia agentem obcego rządu”.

### Po wojnie
Wspomnienia Vierecka z życia w więzieniu, Men Into Beasts, zostały opublikowane jako oryginał w miękkiej oprawie (paperback original) przez Fawcett Publications w 1952. Książka jest ogólnym wspomnieniem dyskomfortu, utraty godności i brutalności w życiu więziennym. Tekst na pierwszej stronie i na tylnej okładce skupia się na sytuacyjnym homoseksualizmie i męskim gwałcie opisanym w książce (którego był świadkiem, ale nie doświadczył).

## Życie prywatne
Miał dwóch synów, George’a i Petera. George zginął podczas II wojny światowej walcząc po stronie aliantów. Peter Viereck był historykiem, pisarzem politycznym i poetą. Artykuł w „The New Yorker” z 2005 roku omawia, w jaki sposób młodszy Viereck zarówno odrzucił ideologie swojego ojca, jak i został przez nie ukształtowany.

## Przyjęcie
Wiersz „Slaves” („Niewolnicy”) opublikowany w zbiorze The Three Sphinxes and Other Poems z 1924 roku zainspirował tytuł thrillera psychologicznego Twisted Nerve z 1968 roku i jest dwukrotnie cytowany w filmie:
A twisted nerve, a ganglion gone awry,
Predestinates the sinner and the saint.

## Twórczość
- A Game at Love, and Other Plays. Brentano’s 1906.
- The House of the Vampire. Moffat, Yard & Company. dostępna jako audiobook, 1907.
- Nineveh and Other Poems. Moffat, Yard & Company, 1907.
- Confessions of a Barbarian. Moffat, Yard & Company, 1910.
- The Candle and the Flame. Moffat, Yard & Company, 1912.
- Songs of Armageddon and Other Poems. Mitchell Kennerley, 1916.
- Roosevelt: A Study in Ambivalence. Jackson Press, Inc, 1919.
- Rejuvenation: How Steinach Makes People Young. Thomas Seltzer (pod pseudonimem George F. Corners), 1923.
- The Three Sphinxes and Other Poems. Haldeman-Julius Company, 1924.
- My First Two Thousand Years: The Autobiography of the Wandering Jew. The Macaulay Company (wraz z Paulem Eldridgem), 1928.
- Glimpses of the Great. The Macaulay Company, 1930.
- Salome: The Wandering Jewess. My First 2,000 Years of Love. Liveright, 1930.
- Spreading Germs of Hate. Liveright (wraz ze wstępem od Edwarda M. Housea), 1930.
- My Flesh and Blood. A Lyric Autobiography, with Indiscreet Annotations. Liveright, 1931.
- The Invincible Adam. Gerald Duckworth & Co. (wraz z Paulem Eldridgem), 1932.
- The Strangest Friendship: Woodrow Wilson and Colonel House. Liveright, 1932.
- The Kaiser on Trial. The Greystone Press, 1937.
- Before America Decides. Foresight in Foreign Affairs. Harvard University Press (wraz z Frankiem P. Davidsonem), 1938.
- The Seven Against Man. Flanders Hall, 1941.
- All Things Human. Sheridan House (napisane pod pseudonimem Stuart Benton), 1949.
- Men into Beasts. Fawcett Publications, 1952.
- Gloria: A Novel. Gerald Duckworth & Co, 1952; wydane ponownie pod tytułem The Nude in the Mirror, Woodford Press, 1953[31]

### Artykuły
- Some Reminiscences of Richard Watson Gilder, „The Forum(inne języki)” 43, s. 73–78, 1910.
- Would-Be Assassins, „The American Monthly(inne języki)” 14 (1), s. 5–6, 1922.
- At the Threshold of the Invisible, „Ghost Stories(inne języki)” 6 (1), 1929.
- Spirits in the Laboratory, „Ghost Stories” 6 (5).”, 1929,

### Różne
- America: A Litany of Nations. Edycja: Viereck. The New Immigrants’ Protective League, 1907.
- The Works of George Sylvester Viereck. Moffat, Yard & Company (5 tomów, 1913)
- Debate between Viereck and Cecil Chesterton. The Fatherland Corporation, 1915.
- The Harlot’s House and Other Poems. Edycja i wstęp: Viereck. Girard, Kansas: Haldeman-Julius Company, 1925.
- As They Saw Us: Foch, Ludendorff and Other Leaders Write Our War History. Edycja: Viereck. Doubleday, Doran & Company, 1929.

### Wydania zagraniczne
- Niniveh und Andere Gedichte, niemieckie tłumaczenie Niviveh and Other Poems J.G. Cota, 1906.
- Das Haus des Vampyrs, niemieckie tłumaczenie The House of the Vampire. Der Kentaur Verlag, 1909.
- La Maison du Vampire, francuskie tłumaczenie The House of the Vampire. La Clef d’Argent, 2003.